# Finestral gòtic al parc de Sant Eloi
Finestral gòtic al parc de Sant Eloi és una obra de Tàrrega (Urgell) inclosa a l'Inventari del Patrimoni Arquitectònic de Catalunya.

## Descripció
Gran finestral d'estil gòtic situat al bell mig del passeig de xiprers que travessa l'esplanada del turó del parc de Sant Eloi. Aquest alt finestral geminat d'arc apuntat consta d'una columna situada en mig de l'ull del finestral i el divideix en dues parts simètriques. A la part superior i sota de l'arc apuntat hi ha decoracions que imiten formes florals, vegetals i geomètriques. Aquest arc es troba elevat i muntat damunt d'una estructura de ferro que manté la seva forma original malgrat trobar-se fora del seu context arquitectònic primigeni.